# Qizilqum Zarafshon
O Qizilqum Zarafshon é um clube de futebol uzbeque com sede em Zarafshon. A equipe compete no Campeonato Uzbeque de Futebol.

## História
O clube foi fundado em 1967.